# Liste der Unterzeichner des Konkordienbuchs

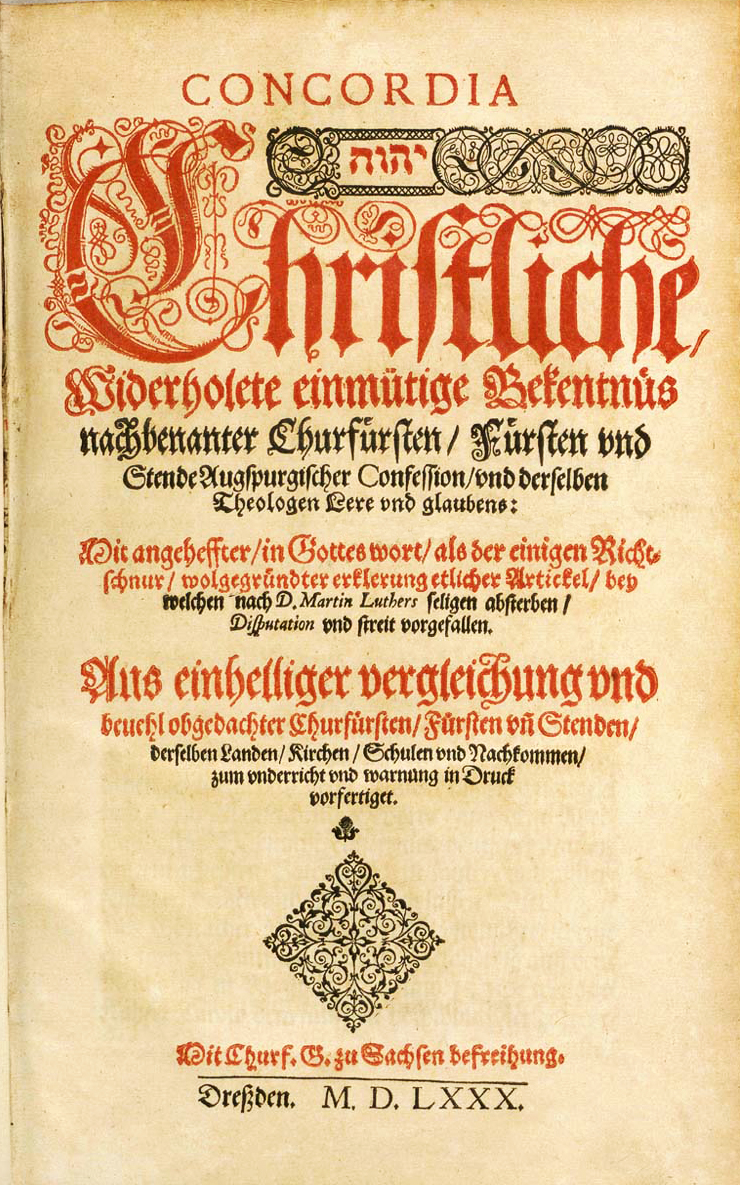
Titelseite des Konkordienbuchs (1580)

Die Liste der Unterzeichner des Konkordienbuchs führt die Landesherren und Städte auf, welche das Konkordienbuch annahmen. Dies bedeutete – wenn es dabei blieb – eine Prägung der betreffenden Territorien durch die lutherische Orthodoxie.

## Bedeutung
Fünfzig Jahre nach der Augsburgischen Konfession, im Jahr 1580, sollte das Konkordienbuch eine einigende Lehrgrundlage des Luthertums schaffen und die innerlutherischen Kontroversen überbrücken; dafür wurden die Gegensätze zum Calvinismus und zur römisch-katholischen Kirche stärker betont.  Das Werk verdrängte ältere territoriale Bekenntnistexte. Die Minderheit lutherischer Territorien, die die Konkordienformel nicht annahm, wahrte dadurch die Möglichkeit einer freieren Lehrentwicklung.

## Landesherren
| Bild | Name                                                                               | Territorium                           |
| ---- | ---------------------------------------------------------------------------------- | ------------------------------------- |
|      | Ludwig VI., Pfalzgraf bei Rhein, Kurfürst.                                         | Kurpfalz                              |
|      | August I., Herzog zu Sachsen, Kurfürst.                                            | Kursachsen                            |
|      | Johann Georg, Markgraf zu Brandenburg, Kurfürst.                                   | Mark Brandenburg                      |
|      | Joachim Friedrich, Markgraf zu Brandenburg, Administrator des Erzstifts Magdeburg. | Erzstift Magdeburg                    |
|      | Johann IX. von Haugwitz, Bischof zu Meißen.                                        | Bistum Meißen                         |
|      | Eberhard von Holle, Bischof zu Lübeck, Administrator des Stifts Verden.            | Bistum Lübeck, Stift Verden           |
|      | Philipp Ludwig, Pfalzgraf.                                                         | Pfalz-Neuburg                         |
|      | (Vormund für:) Friedrich Wilhelm I., Herzog von Sachsen-Weimar.                    | Sachsen-Weimar                        |
|      | (Vormund für:) Johann, Herzog von Sachsen-Weimar.                                  |                                       |
|      | (Vormund für:) Johann Casimir, Herzog von Sachsen-Coburg.                          | Sachsen-Coburg                        |
|      | (Vormund für:) Johann Ernst, Herzog von Sachsen-Eisenach.                          | Sachsen-Eisenach                      |
|      | Georg Friedrich, Markgraf zu Brandenburg.                                          | Brandenburg-Ansbach                   |
|      | Julius, Herzog zu Braunschweig und Lüneburg.                                       | Braunschweig-Wolfenbüttel             |
|      | Otto II., Herzog zu Braunschweig und Lüneburg.                                     | Herrschaft Harburg                    |
|      | Heinrich X. (der Jüngere), Herzog zu Braunschweig und Lüneburg.                    |                                       |
|      | Wilhelm V. (der Jüngere), Herzog zu Braunschweig und Lüneburg.                     | Fürstentum Lüneburg                   |
|      | Wolfgang, Herzog zu Braunschweig und Lüneburg.                                     | Fürstentum Grubenhagen                |
|      | Ulrich, Herzog zu Mecklenburg.                                                     | Mecklenburg-Güstrow, Bistum Schwerin. |
|      | (Vormund für:) Johann VII., Herzog von Mecklenburg.                                | Mecklenburg-Schwerin                  |
|      | (Vormund für:) Sigismund August, Herzog von Mecklenburg.                           |                                       |
|      | Ludwig, Herzog zu Württemberg.                                                     | Württemberg                           |
|      | (Vormund für:) Ernst Friedrich, Markgraf von Baden-Durlach.                        | Markgrafschaft Baden-Durlach          |
|      | (Vormund für:) Jakob III., Markgraf von Baden-Hachberg.                            | Markgrafschaft Baden-Hachberg         |
|      | Georg Ernst, Graf zu Henneberg-Schleusingen.                                       | Grafschaft Henneberg                  |
|      | Friedrich, Regent in Mömpelgard (später Herzog von Württemberg).                   |                                       |
|      | Johann Günther I., Graf zu Schwarzburg.                                            | Schwarzburg-Sondershausen             |
|      | Wilhelm I., Graf zu Schwarzburg.                                                   | Schwarzburg-Frankenhausen             |
|      | Albrecht Anton I., Graf zu Schwarzburg.                                            | Schwarzburg-Rudolstadt                |
|      | Emich XI., Graf zu Leiningen.                                                      | Leiningen-Dagsburg-Hardenburg         |
|      | Philipp IV., Graf zu Hanau.                                                        | Hanau-Lichtenberg                     |
|      | Gottfried, Graf zu Oettingen.                                                      | Grafschaft Oettingen                  |
|      | Georg II., Graf und Herr zu Castell.                                               | Grafschaft Castell                    |
|      | Heinrich IV., Graf und Herr zu Castell.                                            |                                       |
|      | Johann Hoyer III., Graf zu Mansfeld.                                               | Mansfeld-Artern                       |
|      | Bruno II., Graf zu Mansfeld.                                                       | Mansfeld-Bornstedt                    |
|      | Hoyer Christoph I., Graf zu Mansfeld.                                              | Mansfeld-Eisleben                     |
|      | Peter Ernst der Jüngere, Graf zu Mansfeld.                                         |                                       |
|      | Christoph II., Graf zu Mansfeld (Mittelortsche Linie)                              |                                       |
|      | Otto VIII., Graf zu Hoya und Burghausen.                                           | Hoya-Nienburg                         |
|      | Johann XVI., Graf zu Oldenburg und Delmenhorst.                                    | Grafschaft Oldenburg                  |
|      | Albrecht Georg, Graf zu Stolberg.                                                  | Stolbergische Harzgrafschaften        |
|      | Wolf Ernst, Graf zu Stolberg.                                                      | Stolbergische Harzgrafschaften        |
|      | Ludwig III., Graf zu Gleichen.                                                     | Gleichen-Blankenhain                  |
|      | Karl III., Graf zu Gleichen.                                                       | Gleichen-Blankenhain                  |
|      | Ernst I., Graf zu Regenstein.                                                      | Grafschaft Regenstein                 |
|      | Bodo II., Graf zu Regenstein.                                                      | Grafschaft Regenstein                 |
|      | Ludwig II., Graf zu Löwenstein.                                                    | Grafschaft Löwenstein                 |
|      | Heinrich, Herr zu Limpurg, Semperfrei.                                             | Limpurg-Schmiedelfeld                 |
|      | Georg, Herr von Schönburg.                                                         | Schönburg-Waldenburg                  |
|      | Wolf, Herr von Schönburg.                                                          | Schönburg-Penig-Remissa               |
|      | Anarck Friedrich, Herr von Wildenfels.                                             |                                       |

## Städte
| Stadtwappen | Stadt                                                                            | Unterschrift                         |
| ----------- | -------------------------------------------------------------------------------- | ------------------------------------ |
|             | Bürgermeister und Rat der Stadt Lübeck (Freie Reichsstadt).                      |                                      |
|             | Bürgermeister und Rat der Stadt Landau (Freie Reichsstadt).                      | Hans Hitschler                       |
|             | Bürgermeister und Rat der Stadt Münster in St. Gregoriental (Freie Reichsstadt). | Friedrich Zeringer                   |
|             | Rat der Stadt Goslar (Freie Reichsstadt).                                        |                                      |
|             | Bürgermeister und Rat der Stadt Ulm (Freie Reichsstadt).                         | Hans Ehinger von und zu Baltzheim    |
|             | Bürgermeister und Rat der Stadt Esslingen (Freie Reichsstadt).                   | Matthis Herwart                      |
|             | Rat der Stadt Reutlingen (Freie Reichsstadt).                                    | Stadtschreiber Lorenz Zysar          |
|             | Bürgermeister und Rat der Stadt Nördlingen (Freie Reichsstadt).                  | Peter Seng der Ältere                |
|             | Bürgermeister und Rat zu Rothenburg ob der Tauber (Freie Reichsstadt).           |                                      |
|             | Städtmeister und Rat der Stadt Schwäbisch Hall (Freie Reichsstadt).              | Johann Christoph Adler               |
|             | Bürgermeister und Rat der Stadt Heilbronn (Freie Reichsstadt).                   | Johann Spölin                        |
|             | Bürgermeister und Rat der Stadt Memmingen (Freie Reichsstadt).                   | Melchior Stebenhaber zu Hezlinshofen |
|             | Bürgermeister und Rat der Stadt Lindau (Freie Reichsstadt).                      | Michael Buchschar                    |
|             | Bürgermeister und Rat der Stadt Schweinfurt (Freie Reichsstadt).                 | Syndicus Adam Alberti                |
|             | Rat der Stadt Donauwörth (Freie Reichsstadt).                                    |                                      |
|             | Kammerer und Rat der Stadt Regensburg (Freie Reichsstadt).                       | Stephan Fugger                       |
|             | Bürgermeister und Rat der Stadt Wimpfen (Freie Reichsstadt).                     | Hans Aff                             |
|             | Bürgermeister und Rat der Stadt Giengen (Freie Reichsstadt).                     | Jörg Vetter                          |
|             | Bürgermeister und Rat zu Bopfingen (Freie Reichsstadt).                          |                                      |
|             | Bürgermeister und Rat der Stadt Aalen (Freie Reichsstadt).                       | Kaspar Voss                          |
|             | Bürgermeister und Rat der Stadt Kaufbeuren (Freie Reichsstadt).                  | Ludwig Bonrieder                     |
|             | Bürgermeister und Rat der Stadt Isny (Freie Reichsstadt).                        | Crispinus Riedlein                   |
|             | Bürgermeister und Rat der Stadt Kempten (Freie Reichsstadt).                     | Paulus Röhr                          |
|             | Rat der Stadt Hamburg (Freie Reichsstadt).                                       |                                      |
|             | Rat der Stadt Göttingen.                                                         |                                      |
|             | Rat der Stadt Braunschweig.                                                      |                                      |
|             | Bürgermeister und Rat der Stadt Lüneburg.                                        |                                      |
|             | Bürgermeister und Rat der Stadt Leutkirch (Freie Reichsstadt).                   | Georg Bock                           |
|             | Die ganze Regierung der Stadt Hildesheim.                                        |                                      |
|             | Bürgermeister und Rat der Stadt Hameln.                                          |                                      |
|             | Bürgermeister und Ratname der Stadt Hannover.                                    |                                      |
|             | Rat zu Mühlhausen.                                                               |                                      |
|             | Rat zu Erfurt.                                                                   |                                      |
|             | Rat der Stadt Einbeck.                                                           |                                      |
|             | Rat der Stadt Northeim.                                                          |                                      |